# Mazda Adli
Mazda Adli (* 29. September 1969 in Köln) ist ein deutscher Psychiater, Hochschullehrer und Autor. Adli forscht zum Thema Stress mit einem Fokus auf dessen Entstehung im urbanen Raum, wofür er unter anderem 2015 das Interdisziplinäre Forum Neurourbanistik gegründet hat. Mazda Adli wurde 2019 eine außerordentliche Professur an der Charité – Universitätsklinikum verliehen. Zudem ist er seit 2013 Chefarzt der Fliedner Klinik Berlin.

## Leben
Der Sohn einer iranischen Diplomatenfamilie begann nach dem Studium der Medizin in Bonn, Wien und Paris und seiner Dissertation an der Neurologischen Universitätsklinik in Wien seine Facharztausbildung an der Klinik für Psychiatrie und Psychotherapie der Freien Universität Berlin. Im Jahr 2004 erhielt er die Position des Oberarztes in der Klinik für Psychiatrie und Psychotherapie an der Charité am Campus Mitte, wo er den Forschungsbereich Affektive Störungen leitete und sich im Dezember 2010 habilitierte. Im Juli 2013 hat Mazda Adli die ärztliche Leitung der Fliedner Klinik Berlin übernommen. Im Dezember 2019 wurde ihm für herausragende Forschungsleistungen an der Charité – Universitätsklinikum eine außerordentliche Professur verliehen.
Adli ist Mitglied zahlreicher Fachgesellschaften und Forschungsverbünde; darunter die International Group for the Study of Lithium Treated Patients (IGSLI), in der er Schatzmeister ist.
Mazda Adli hat sich auf die Entstehung und Behandlung von affektiven Erkrankungen spezialisiert. In seiner klinischen und wissenschaftlichen Arbeit untersucht er vor allem Strategien zur Vermeidung und Überwindung therapieresistenter Depressionen, sucht nach genetischen Responseprädiktoren und identifiziert Einflussfaktoren auf individuelle Stressreaktionen. Damit sollen verbesserte Behandlungsplanungen und personalisierte Therapiestrategien für Patienten mit depressiven Störungen entwickelt werden können.
Der Hauptfokus der individuellen Stressreaktionen gilt dem Faktor der Urbanität und dessen intensiveren Untersuchung, weswegen er die Gründung des Interdisziplinären Forums Neurourbanistik in 2015, einer fach- und universitätsübergreifenden Arbeitsgemeinschaft der Bereiche Psychologie, Medizin, Stadtforschung, Architektur, Soziologie und Philosophie in die Wege leitete: Im Juni 2018 wurde das Forschungsprojekt als „Ausgezeichneter Ort im Land der Ideen“ geehrt.
In diesem Zusammenhang verfasste er 2017 das Buch „Stress and the City: warum Städte uns krank machen. Und warum sie trotzdem gut für uns sind.“ Hier beschreibt er vor allem die Zusammenhänge zwischen psychosozialem Stressempfinden und urbanem Lebensraum.
Gemeinsam mit dem Interdisziplinären Forum Neurourbanistik, dem Futurium und der Berlin University Alliance entwickelte er außerdem das bürgerwissenschaftliche Projekt „Deine emotionale Stadt“, das 2022 gestartet ist und den Einfluss von städtebaulichen und sozialen Faktoren auf das psychische Wohlbefinden erforscht.

## Freizeit
Im Jahr 2000 war Mazda Adli Mitbegründer der „Singing Shrinks“. Dabei handelt es sich um einen Chor aus Psychiatern, Neurologen und Psychologen, der sich zum Ziel gesetzt hat, durch gemeinsames Singen und Musizieren einen Ausgleich zur beruflichen Tätigkeit zu schaffen und gleichzeitig das Bewusstsein für die Bedeutung von Musik in der Behandlung von psychischen Erkrankungen zu stärken.

## Veröffentlichungen (Auswahl)
- Stress and the City: Warum Städte uns krank machen. Und warum sie trotzdem gut für uns sind. C. Bertelsmann Verlag, 2017, ISBN 978-3-570-10270-1.
- mit Martin Hautzinger: Praxishandbuch Depression. Ursachen – Diagnostik – Therapie. Elsevier Verlag, 2022, ISBN 978-3-437-23031-8.